# Senecio myricaefolius
Senecio myricaefolius là một loài thực vật có hoa trong họ Cúc. Loài này được (Bojer ex DC.) Humbert miêu tả khoa học đầu tiên năm 1923.